# Prawa pacjentki ciężarnej
Prawa pacjentki ciężarnej – prawa kobiet ciężarnych odnoszące się do opieki medycznej podczas ciąży i porodu. Dotyczą szczególnie praw pacjentki w otoczeniu szpitalnym.
Międzynarodowa Konferencja na rzecz Populacji i Rozwoju (ICPD), zwołana w Kairze przez ONZ we wrześniu 1994 roku, przyjęła program działań, który wytyczył wszystkim krajom cele w obszarze praw pacjentki ciężarnej z terminem realizacji do 2015 roku. Pośród tych celów jest m.in. upowszechnienie edukacji i świadczeń medycznych podczas ciąży, porodu i w okresie poporodowym oraz dostępność dalszej diagnostyki i leczenia komplikacji zdrowotnych wywołanych ciążą i porodem.